# Spaniens Grand Prix 1972
Spaniens Grand Prix 1972 var det tredje av tolv lopp ingående i formel 1-VM 1972.  

## Resultat
1. Emerson Fittipaldi, Lotus-Ford, 9 poäng
2. Jacky Ickx, Ferrari, 6
3. Clay Regazzoni, Ferrari, 4
4. Andrea de Adamich, Surtees-Ford, 3
5. Peter Revson, McLaren-Ford, 2
6. Carlos Pace, Williams (March-Ford), 1
7. Wilson Fittipaldi, Brabham-Ford
8. Tim Schenken, Surtees-Ford
9. Dave Walker, Lotus-Ford
10. Graham Hill, Brabham-Ford
11. Henri Pescarolo, Williams (March-Ford)

### Förare som bröt loppet
- Jackie Stewart, Tyrrell-Ford (varv 69, olycka)
- Chris Amon, Matra (66, växellåda)
- François Cévert, Tyrrell-Ford (65, tändning)
- Peter Gethin, BRM (65, motor)
- Denny Hulme, McLaren-Ford (48, växellåda)
- Howden Ganley, BRM (38, motor)
- Reine Wisell, BRM (24, olycka)
- Mario Andretti, Ferrari (23, oljetryck)
- Mike Hailwood, Surtees-Ford (20, elsystem)
- Ronnie Peterson, March-Ford (16, bränsleläcka)
- Rolf Stommelen, Eifelland-Ford (15, olycka)
- Jean-Pierre Beltoise, BRM (9, växellåda)
- Niki Lauda, March-Ford (7, differential)
- Alex Soler-Roig, BRM (6, olycka)

### Förare som ej kvalificerade sig
- Mike Beuttler, Clarke-Mordaunt-Guthrie (March-Ford)